# Euippe subnubila
Euippe subnubila là một loài bướm đêm trong họ Geometridae.